# Cessna
Cessna Aircraft Company er en amerikanske producent af mindre fly i Wichita i staten Kansas.

## Historie
De første tegn til firmaet blev allerede gjort i juni 1911, da flypioneren Clyde Cessna i sit selvbyggede fly af stof og træ, som den første person fløj imellem Mississippifloden og Rocky Mountains. Cessna startede med at eksperimentere med sine fly i byen Enid i staten Oklahoma, men flyttede senere til Wichita i Kansas på grund af bedre bankforbindelser i byen og staten.
Clyde Cessna etablerede et makkerskab med Victor H. Roos og stiftede den 7. september 1927 selskabet Cessna-Roos Aircraft Company. Med statens godkendelse fik de 22. december samme år tilladelse til at skifte navnet til det nuværende, Cessna Aircraft Company. Det første serieproducerede fly blev en Cessna Model A, da firmaet den 28. februar 1928 solgte et eksemplar for 6500 dollars. I alt blev der bygget 83 stk. af Model A flyveren.
På grund af Depressionen lukkede selskabet helt ned for produktionen i 1931 og bankerne tvang Clyde Cessna væk fra magten i firmaet. I årene under Depressionen kæmpede Clyde Cessna for at komme tilbage til firmaet, og sammen med hans nevøer Dwane og Dwight Wallace lykkedes det 17. januar 1934 at overtage den fulde kontrol over flyfabrikken og genstarte produktionen. Stifteren Clyde Cessna solgte i 1936 sin del af selskabet til nevøerne og trak sig tilbage som landmand. Han døde i 1954.

### 1985 - nu
Selskabet blev i 1985 købt af General Dynamics, der i 1992 solgte Cessna videre til den amerikanske koncern Textron.
I dag producerer Cessna en- og to-motorede propelfly med 2, 4 og 6 sæder, letvægts turbopropfly og business-jetfly.
Cessna er sammen med Beechcraft Aircraft Corporation og Piper Aircraft blandt de førende udbydere af mindre privat- og sportsfly.